# انبعاثات الميثان من القطب الشمالي

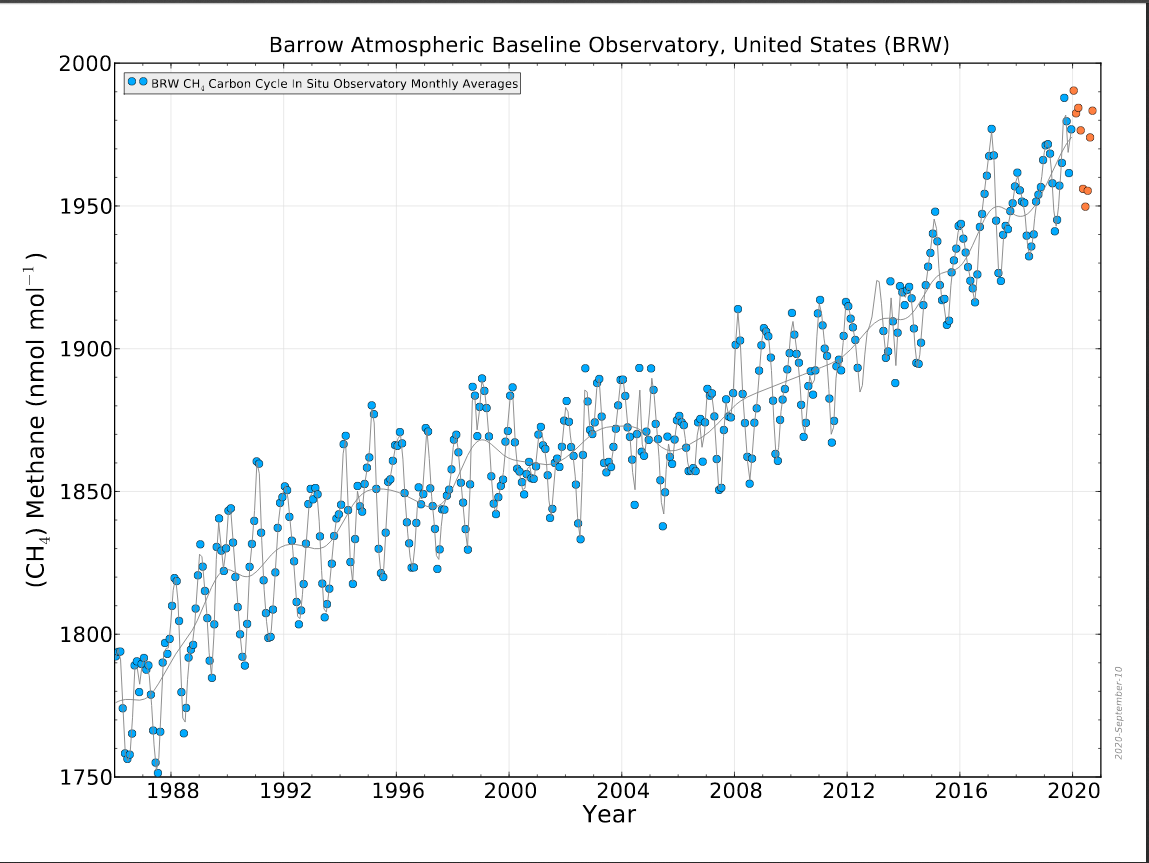

انبعاث غاز الميثان من القطب الشمالي هو انطلاق غاز الميثان من البحار والتربة في مناطق التربة الصقيعية في القطب الشمالي. مع أنها تُعدّ عملية طبيعية طويلة الأمد، فهي تتفاقم بفعل الاحتباس الحراري، ما يؤدي بدوره إلى تأثيرات سلبية لأن غاز الميثان بحد ذاته يُعدّ غازًا دفيئًا قويًا.
تُعد منطقة القطب الشمالي أحد المصادر الطبيعية لغاز الميثان الدفيء. يزيد الاحتباس الحراري سرعة إطلاقه بسبب تحرير مخزونه الموجود مسبقًا، ونتيجة لعملية تخليق الميثان في الكتل الحيوية المتعفنة. تُخزّن كميات هائلة من غاز الميثان في القطب الشمالي وذلك في رواسب الغاز الطبيعي، ومناطق الجليد الدائم (التربة الصقيعية)، وهيدرات الميثان (كلاثرات الميثان) تحت سطح البحر. يتحرر الغاز تحت التربة الصقيعية والكلاثرات بازدياد درجات الحرارة، ما يؤدي إلى انبعاثات هائلة من غاز الميثان من هذه المصادر نتيجة للاحتباس الحراري. تشمل المصادر الأخرى لغاز الميثان التاليكات المغمورة في قاع البحر، والنقل النهري، وتراجع الكتل الثلجية، ورواسب التربة الصقيعية، ورواسب هيدرات الغاز المتحللة.
التركيزات الموجودة في الغلاف الجوي فوق القطب الشمالي أعلى بنسبة 8 إلى 10 بالمئة من تلك الموجودة في الغلاف الجوي فوق القطب الجنوبي. خلال العصور الجليدية الباردة، ينخفض هذا التدرج إلى مستويات لا تُذكر. تُعدّ الأنظمة البيئية على اليابسة من المصادر الرئيسية لهذا التفاوت، مع أن «دور المحيط المتجمد الشمالي كثيرًا ما يُستهان به». تبيّن أن درجة حرارة التربة ومستويات الرطوبة من أهم المتغيرات المساهمة في تدفقات غاز الميثان في بيئات التندرا.

## المساهمة في تغير المناخ
يُعد انبعاث غاز الميثان في القطب الشمالي بحد ذاته مساهمًا في تفاقم الاحتباس الحراري نتيجة للتضخم القطبي. تُبيِّن آخر عمليات الرصد في القطب الشمالي السيبيري زيادةً في معدلات إطلاق غاز الميثان من قاع المحيط القطبي الشمالي، وفي عام 2013، قُدّر أن التربة الصقيعية الأرضية الموجودة في القطب الشمالي السيبيري أيضًا تطلق 17 مليون طن من الميثان سنويًا، ما أدى إلى زيادة كبيرة وصلت إلى 3.8 مليون طن حسب تقديرها في عام 2006، أما التقديرات قبل ذلك، فقد كانت 0.5 مليون طن فقط. يعادل هذا نحو 500 مليون طن تُطلق سنويًا في الغلاف الجوي من كل المصادر.
قدّرَ شاخوفا وآخرون (2008) أن ما لا يقل عن 1,400 غيغاطن من الكربون محبوسة تحت التربة الصقيعية وتحت سطح البحر في منطقة القطب الشمالي، ويخضع نحو 5-10 بالمئة من تلك المنطقة للثقب نتيجة لوجود التاليكات المفتوحة. خلصوا إلى أن «إطلاق ما يصل إلى 50 غيغاطن من الكمية المتوقعة من مخزون الهيدرات من الممكن جدًا أن تنطلق بشكل مفاجئ في أي وقت». من شأن ذلك أن يزيد محتوى غاز الميثان في الغلاف الجوي للكوكب بمقدار اثني عشر ضعفًا.
في عام 2008، حدد نظام المختبرات الوطنية التابع لوزارة الطاقة الأمريكية احتمال زعزعة استقرار الكلاثرات في القطب الشمالي كونه أحد أخطر السيناريوهات للتغير المفاجئ في المناخ والتي حُدّدت واعتُبرت من البحوث ذات الأولوية. أصدر برنامج علوم تغير المناخ في الولايات المتحدة تقريرًا في أواخر شهر ديسمبر من عام 2008 مُقدِّرًا فيه خطورة زعزعة استقرار الكلاثرات، بالإضافة إلى ثلاثة سيناريوهات أُخرى مفاجئة لتغير المناخ.

خلصت النتائج التي وصلت إليها الدراسة بناءً على مهمة كارف التابعة لوكالة ناسا في عام 2015 إلى أن انبعاثات غاز الميثان في القطب الشمالي خلال موسم البرد أعلى مما كان يُعتقد سابقًا. أوضح البيان الصحفي الصادر عن مختبر الدفع النفاث (جي بّي إل):
«لا يتجمد الماء المخزن في التربة بالكامل حتى 32 درجة فهرنهايت (0 درجة مئوية). إن الطبقة العليا من الأرض، المعروفة باسم الطبقة النشطة، تذوب في الصيف وتعود لتتجمد في الشتاء، وتتعرض لنوع من تأثير الضغط (الساندويتش) في أثناء تجمدها. عندما تصل درجات الحرارة إلى نحو 32 درجة فهرنهايت أو ما يُسمى «السِتار الصفري»، يبدأ الجزء العلوي والسفلي من الطبقة النشطة بالتجمد، بينما يبقى الوسط معزولًا. تستمر الكائنات الحية الدقيقة في هذه الطبقة الوسطى غير المتجمدة بتكسير المواد العضوية وينبعث منها غاز الميثان وذلك خلال الأشهر الباردة من كل عام في القطب الشمالي».
درس هونغ وآخرون (2017) التسرب من أكوام كبيرة من الهيدرات في البحار القطبية الضحلة في ستورفيوردرِنا، في بحر بارنتس قرب سفالبارد. أظهروا أنه على الرغم من تقلب درجة حرارة قاع البحر موسميًا على مدار القرن الماضي بين 1.8 و4.8 درجة مئوية، كان تأثيرها مقتصرًا على إطلاق غاز الميثان إلى عمق 1.6 مترًا. قد تكون الهيدرات مستقرة ضمن الأمتار الستين العلوية من الرواسب، أما الإطلاقات السريعة الحالية، فقد نتجت من أعمق نقطة تحت قاع البحر. خلصوا إلى أن الزيادة في التدفق بدأت منذ مئات إلى آلاف السنين قبل وقت طويل من بدء الاحترار الذي توقع آخرون أنه سبب له، وأن هذه التسربات لا تزداد بسبب الاحترار المؤقت. تلخيصًا لأبحاثه، صرّح هونغ بما يلي:
«تشير نتائج دراستنا إلى أن التسرب الهائل الموجود في هذا المجال هو نتيجة للحالة الطبيعية للنظام. إن فهم كيفية تفاعل الميثان مع العمليات الجيولوجية والكيميائية والبيولوجية الهامة الأخرى في نظام الأرض ضروري ويجب أن يكون محور اهتمام مجتمعنا العلمي».
وجدت بحوث أخرى لكلاوس وولمان وآخرين (2018) أن إطلاق الهيدرات يرجع إلى انتعاش قاع البحر بعد ذوبان الجليد. بدأ تفكك غاز الميثان منذ نحو 8,000 عام حين بدأت الأرض بالارتفاع بشكل أسرع من مستوى سطح البحر، ونتيجة لذلك، بدأت المناطق المائية بالاضمحلال مع وجود ضغط هيدروستاكتيكي أقل. لذلك كان هذا التفكك نتيجة لارتفاع قاع البحر بدلًا من الاحترار (الاحتباس الحراري) الناتج عن الأنشطة البشرية. كانت كمية الميثان المنبعثة من تفكك الهيدرات قليلة. وجدوا أن تسربات غاز الميثان لا تنتج من الهيدرات، بل من خزانات الغاز الجيولوجي العميقة؛ تشكلت الهيدرات في الأصل من التسربات من هذه الخزانات. استنتجوا أن الهيدرات كانت تشكّل سدًّا ديناميكيًا ينظم انبعاثات غاز الميثان التي تصدر من خزانات الغاز الجيولوجية العميقة عندما فُصِلت قبل 8,000 عام، وأدى إضعاف هذا السد إلى ارتفاع انبعاثات الميثان الذي نلاحظه حتى اليوم.

### الجليد البحري في القطب الشمالي
أظهرت دراسة عام 2015 أن انخفاض نسبة الجليد البحري في القطب الشمالي يُسرّع انبعاثات غاز الميثان من التندرا في القطب الشمالي. لاحظ أحد الباحثين في الدراسة أنه «من المتوقع استمرار درجات الحرارة في القطب الشمالي بالارتفاع ومن ثم سترتفع معها انبعاثات الميثان من الأراضي الرطبة الشمالية، بسبب استمرار الانخفاض وتزايده في الجليد البحري».

### صفائح الجليد
كشفت دراسة في عام 2014 عن أدلة تشير إلى ترسب غاز الميثان تحت الغطاء الجليدي لجبل راسل الجليدي، وذلك استنادًا إلى عينات الصرف تحت الغطاء الجليدي التي سيطرت عليها المتقلبات. في أثناء الدراسة، لوحِظَ أن أكثر ذوبان السطوح انتشارًا على مدى السنوات العشرين الماضية كان في غرينلاند؛ في يوم 12 يوليو من عام 2012، غطت المياه غير المتجمدة كامل سطح الغطاء الجليدي، أي ما يقارب 98.6 بالمئة. تشير النتائج إلى أن مُحِبات الميثان قد تعمل كحوض ميثان بيولوجي ضمن النظام البيئي دون الجليدي، وأن المنطقة، على الأقل في أثناء وقت العينة، كانت مصدرًا للميثان في الغلاف الجوي. قُدّر تدفق غاز الميثان المذاب خلال الأشهر الأربعة من موسم الذوبان الصيفي بنحو 990 ملغ من مركب الميثان. لأن جبل راسل ليفرت الجليدي يُعد الممثل للمناطق الجليدية المماثلة. استنتج الباحثون أن الصفائح الجليدية في غرينلاند قد تمثل مصدرًا عالميًا هامًا للميثان. خلصت دراسة في عام 2016، استنادًا إلى أدلة سابقة، إلى أن كلاثرات الميثان قد تكون موجودة تحت طبقات الجليد في غرينلاند والقارة القطبية الجنوبية.

## فقدان التربة الصقيعية
يرتبط فقدان الجليد البحري بارتفاع درجة حرارة خطوط العرض الشمالية، ويملك تأثيرات انصهار في التربة الصقيعية، سواء في البحر أو على اليابسة. أشار لورانس وآخرون إلى أن الذوبان الحالي السريع للجليد البحري قد يؤدي إلى ذوبان سريع للجليد الدائم في القطب الشمالي. كان لهذا تأثيرات تبعية على إطلاق الميثان، والحياة البرية. تُشير بعض الدراسات إلى وجود صلة مباشرة، إذ تتوقع أن الهواء البارد الذي يمر فوق الجليد سيحلّ محل الهواء الدافئ الذي يمر عبر البحر. يحمل الهواء الدافئ الحرارة إلى منطقة التربة الصقيعية المحيطة بالقطب الشمالي ويذيبها. تطلق هذه التربة الصقيعية كميات كبيرة جدًا من غاز الميثان. قد يكون إطلاق الميثان غازيًا، ولكنه يُنقل في محاليل عبر الأنهار. تقول مجلة نيو ساينتست: «بما أن النماذج الحالية لا تشمل آثارًا لردود فعل مثل الحرارة الناتجة عن التحلل، فإن التربة الصقيعية قد تذوب بسرعة أكبر بكثير مما كان يعتقد البعض أنه مقدر لها». يشير تحليل البيانات المأخوذة عن رحلة استكشاف إلى المواقع النائية في القطب الشمالي الكندي في عام 2016 إلى أن التربة الصقيعية تذوب قبل 70 عامًا مما كان متوقعًا.
هناك آلية أُخرى محتملة لإطلاق غاز الميثان السريع. مع تحول المحيط المتجمد الشمالي إلى منطقة خالية من الجليد بشكل متزايد، يمتصّ المحيط المزيدَ من الطاقة الناتجة عن الشمس. يصبح المحيط المتجمد الشمالي أدفأ من الغطاء الجليدي السابق ويدخل المزيد من بخار الماء إلى الهواء. في بعض الأحيان عندما تكون الأرض المجاورة أكثر برودة من البحر، يتسبب هذا بارتفاع الهواء فوق سطح البحر ووجود رياح قبالة الساحل، فيحل الهواء الموجود فوق الأرض محل الهواء المرتفع فوق البحر. عند ارتفاع الهواء، يتم الوصول إلى درجة التكثف وتُشكّل الغيوم، فيؤدي ذلك إلى إطلاق الحرارة الكامنة وزيادة تعزيز طفو الهواء فوق المحيط. يؤدي هذا إلى انتقال الهواء من الجنوب عبر التندرا بدلًا من الوضع الحالي للهواء البارد المتدفق نحو الجنوب من الهواء البارد المنخفض فوق المحيط المتجمد الشمالي. تسهم الحرارة الإضافية التي تُسحب من الجنوب في زيادة ارتفاع حرارة التربة الصقيعية والمحيط المتجمد الشمالي مع زيادة انبعاث غاز الميثان.[بحاجة لمصدر]
يعتقد الباحثون الروس أن البالوعات المُكتشفة في شبه جزيرة يامال في سيبيريا بروسيا، في بداية شهر يوليو من عام 2012، كانت ناجمة عن انطلاق غاز الميثان الناتج عن ذوبان الجليد الدائم. إن الهواء الموجود بالقرب من الجزء السفلي من قاع البالوعة الأولى يحتوي على تركيزات مرتفعة جدًا من الميثان، وفقًا للاختبارات التي أجراها الباحثون. تشير هذه الفرضية إلى عدم استقرار هيدرات الغاز الحاوية على كميات كبيرة من غاز الميثان.

وفقًا للباحثين في المركز النرويجي لهيدرات الغاز في القطب الشمالي (سي إيه جي إي)، إن الجليد الصخري السيبيري الذي يمتد إلى قاع بحر كارا، وهو جزء من المحيط المتجمد الشمالي بين شبه جزيرة يامال ونوفايا زيمليا، مستمر بالذوبان من خلال عملية تُسمى تدفق الحرارة الجوفية. وفقًا لإليكسي بورتنوف، وهو أحد الباحثين في «سي إيه جي إي»:
«إن عملية ذوبان الجليد الدائم في قاع المحيط هي عملية مستمرة، ومن المحتمل أن يكون لها دور واضح في حدوث الاحتباس الحراري في كل محيطات العالم».

ــ سي إيه جي إي 2014
في شهر أبريل من عام 2018، أفاد تورتسكاي وآخرون بأن الجليد الدائم يذوب بشكل أسرع مما هو متوقع، وكان ذلك يحدث لتربة تعود إلى آلاف السنين. قدّروا أن ذوبان الجليد الدائم المفاجئ قد يطلق ما بين 60 إلى 100 غيغاطن من الكربون بحلول عام 2300. ذكروا عدّة ثغرات في البحث، وأشاروا إلى أولوية ذوبان الثلوج الدائم المفاجئ في البحوث واعتبارها ضرورة عاجلة. إن النماذج المناخية التي تبحث في ذوبان الجليد الدائم التدريجي تُقلل إلى حد كبير من انبعاثات الكربون الناتج عن ذوبان الجليد الدائم.
تتسرب هيدرات الميثان في منطقة لا تقل مساحتها عن 7500 متر مربع. في بعض المناطق، تمتد مشاعل الغاز إلى 25 مترًا (82 قدمًا). قبل إجراء أبحاثهم، اقتُرح أن يُحصر غاز الميثان ويُحكم غلقه في التربة بعمق مائي يصل إلى 1000 متر (330 قدمًا)، ومع ذلك، هناك كميات كبيرة ناتجة عن تسرب الغاز بالقرب من الشاطئ حيث يتناقص إحكام السد للتربة الصقيعية إلى أقل من 20 مترًا (66 قدمًا).